# Haplopeodes lycivorus
Haplopeodes lycivorus är en tvåvingeart som beskrevs av Valladares 1998. Haplopeodes lycivorus ingår i släktet Haplopeodes och familjen minerarflugor. Inga underarter finns listade i Catalogue of Life.